# Stadtkirche (Königslutter)

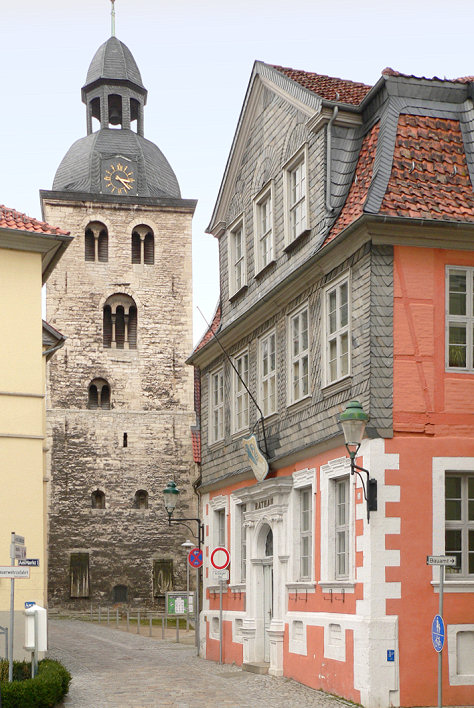
Turm der Kirche St. Sebastian und Fabian

Die Stadtkirche Königslutter St. Sebastian und Fabian ist eine Hallenkirche in Königslutter am Elm. Ihre ältesten Teile stammen aus dem 12. Jahrhundert.

## Beschreibung
Der Kirchturm entstand im 12. Jahrhundert und gehört zu den ältesten Teilen der Kirche. Sein Dach nahm erst nach 1744 im Rahmen einer Sanierung die heutige Gestalt an. Die Kirche vom Typus einer Hallenkirche weist ein Gewölbe aus Spitzbögen und drei Schiffe auf. Die einzelnen Schiffe sind dabei durch Pfeiler getrennt. Das Langhaus besteht aus zwei Gewölben und der sich gerade anschließende Chor aus zwei Jochen. Im 18. Jahrhundert hatten in der Kirche ungefähr 500 Personen Platz.

## Geschichte
Bis circa ins Jahr 1613 amtierten die Geistlichen der Stadtkirche im gegenüberliegenden Pfarrhaus, das vermutlich in diesem Jahr abbrannte. Vor der Reformation wurde die Kirche durch einen Kaplan geführt. Im Jahre 1544 kam im Zuge der Reformation Henricus Stouener als erster Pfarrer in die Stadtkirche. Er lebte auf dem Stifte.

## Orgel
Die Orgel der Stadtkirche wurde 1969 von Friedrich Weißenborn erbaut. Das Instrument hat 24 Register auf zwei Manualen und Pedal. Die Spiel- und Registertrakturen sind mechanisch. 2001 wurde die Orgel von dem Orgelbauer Jörg Bente (Suthfeld-Helsinghausen) neu intoniert.
| I Hauptwerk C–g3 |               |       |
| 1.               | Gedacktpommer | 16′   |
| 2.               | Prinzipal     | 8′    |
| 3.               | Spielpfeife   | 8′    |
| 4.               | Oktave        | 4′    |
| 5.               | Rohrflöte     | 4′    |
| 6.               | Nasad         | 2 ⁄3′ |
| 7.               | Oktave        | 2′    |
| 8.               | Mixtur IV–VI  |       |
| 9.               | Trompete      | 8′    |

| II Unterwerk C–g3 |                 |       |
| 10.               | Holzgedackt     | 8′    |
| 11.               | Prinzipal       | 4′    |
| 12.               | Spitzflöte      | 4′    |
| 13.               | Waldflöte       | 2′    |
| 14.               | Quinte          | 1 ⁄3′ |
| 15.               | Sesquialtera II | 2 ⁄3′ |
| 16.               | Scharf IV       |       |
| 17.               | Krummhorn       | 8′    |

| Pedal C–f1 |               |     |
| 18.        | Subbass       | 16′ |
| 19.        | Prinzipalbass | 8′  |
| 20.        | Gedackt       | 8′  |
| 21.        | Oktave        | 4′  |
| 22.        | Mixtur IV     |     |
| 23.        | Posaune       | 16′ |
| 24.        | Trompete      | 8′  |

- Koppeln: II/I, I/P, II/P
- Spielhilfen: zwei freie Kombinationen

## Liste der Pastoren und Superintendenten seit der Reformation
Seit der Reformation hatten folgende Personen das Amt des Pastors beziehungsweise die Superintendentur inne:
- 1544–1567 Henricus Stouener
- 1567–1570 Hermann Zeymann
- 1570–1571 M. Johannes Greifenshagen
- 1571–1584 Sup. Martinus Crominus
- 1584–1604 Sup. Benedictus Cuppius
- 1604–1611 Johannes Zunftius
- 1611–1623 Sup. Mag. Samuel Langius (* 1568 in Gevensleben)
- 1624–1653 Sup. M. Guntherus Danelius
- 1653–1683 Sup. Mag. Zacharias Tollenius
- 1683–1692 Sup. Justus Zacharias Tollenius
- 1692–1714 Sup. Friedrich Matthias Hake
- 1714–1735 Sup. Johann Sigismund Dubbe
- 1735–1746 Sup. Johann Heinrich Weihe
- 1746–1757 Georg Christian Niemeyer
- 1758–1758 Johann Christian Lübbecke
- 1759–1778 Johann Arnold Anton Zwicke
- 1779–1788 Johann Wilhelm Gottlieb Wolff
- 1789–1830 Johann Heinrich Gotfried Dieckmann (ab 1817 Sup.)
- 1831–1849 Sup. Johann Georg Heinrich Bode
- 1849–1855 Sup. Friedrich Wilhelm Corvinus
- 1855–1867 Sup. Wilhelm Theodor Stegmann
- 1868–1875 Sup. Ernst Carl August Guthe
- 1876–1883 Sup. August Spannuth
- 1883–1887 Sup. Heinrich Ludwig Willecke
- 1887–1894 Sup. Karl August Hermann Apfel
- 1895–1899 Sup. Adalbert Friedrich Albert Bach
- 1899–1928 Sup. Ernst Theodor Otto Friedrich Schütze
- 1928–1950 Paul Johannes Lehnecke
- 1951–1952 Werner May
- 1952–1956 Dr. Georg Schilling
- 1956–1978 Propst Walter Blümel
- 1979–1999 Propst Joachim Fiedler
- 2002–2013 Propst Andreas Weiß
- seit 2013 vakant

Pfarrstelle II:
- 1965–1968 Karl Johannes Stosch
- 1969–1973 Frank Eggert
- 1974–1986 Wolfgang Paasch
- 1987–1990 Konstantin und Ulrike Dedekind
- 1991–2006 Susann Golze
- 2006–2013 Susanne Duesberg und Sebastian Maurer
- seit 2015 Pastorin Ute Meerheimb